# Podróż kota w butach
Podróż kota w butach (tytuł oryg. 長靴をはいた猫　８０日間世界一周, Nagagutsu-o haita neko: 80 nichikan sekai isshū) – japoński film anime z 1976 roku w reżyserii Hiroshi Shidara. Kontynuacja filmu animowanego Kot w butach z 1969 roku. Premiera kinowa w Polsce odbyła się w 1977 roku. Premiera filmu odbyła się 19 lipca 2009 roku w telewizji Polsat w nowej wersji dubbingowej.

## Wersja polska

### Wersja z 1977
Reżyseria: Zofia Dybowska-Aleksandrowicz

Dialogi: Joanna Klimkiewicz

Montaż: Henryka Machowska

Konsultacja muzyczna: Jan Janikowski

Kierownik produkcji: Tadeusz Simiński

Teksty piosenek: Zbigniew Stawecki

Śpiewali: Anita Lastik i Marek Kondrat
Postaciom głosów użyczyli:
- Marek Kondrat – Pero
- Cezary Julski – Hipo
- Danuta Mancewicz – Mały
- Kazimierz Brusikiewicz – Juko
- Jerzy Tkaczyk – Grunon
- Henryk Łapiński – jeden z piratów
- Joachim Lamża – jeden z piratów
- Józef Kalita – jeden z piratów

### Wersja z 2009
Wersja polska: GMC Studio

Postaciom głosów użyczyli:
- Julita Kożuszek-Borsuk
- Jarosław Boberek – Kot Piórko
- Andrzej Chudy
- Mikołaj Klimek – Tata myszy, Jeden z 3 kocich oprychów
- Marek Włodarczyk – Hipcio, Najmłodszy z 3 kocich oprychów
- Iwona Rulewicz – Jedna z myszek
- Mirosław Wieprzewski – Jeden z 3 kocich oprychów